# ソラーヤ・アルネラス
ソラーヤ・アルネラス（スペイン語:Soraya Arnelas、1982年9月13日 - ）、またはソラーヤは、スペインの歌手。ロシアのモスクワで行われたユーロビジョン・ソング・コンテストの2009年大会にスペイン代表として参加した。

## 来歴
ソラーヤ・アルネラスは1982年9月13日、スペイン、カセレスのバレンシア・デ・アルカンタラ（Valencia de Alcántara）で生まれた。アルネラスは11歳のときにマドリードに移り住んだ。ソラーヤ・アルネラスは演劇を学びたかったが、フライト・アテンダントとして働き始め、世界各地を飛び回っていた。そのため、アルネラスは5つの言語を話すことができる。

### 2005年: Operación Triunfoと『Corazón De Fuego』
ソラーヤは2005年、スペインのタレント・オーディション番組である第4回のオペラシオン・トリウンフォ（Operación Triunfo）に参加し、第2位となった。キケ・サンタンデル（Kike Santander）のプロデュースによるソラーヤのデビュー・アルバム『Corazón De Fuego』は2005年12月5日に発売された。アルバムはスペインでプラチナムとなった。

### 2006年:『Ochenta's』
2006年11月21日、ソラーヤは2枚目のアルバム『Ochenta's』を発売した。これは初の英語によるアルバムであった。アルバムの内容は、1980年代のカヴァー曲と新曲であった。アルバムからの最初のシングルとなったのは、ローラ・ブラニガンの「Self Control」のカヴァー曲であった。シングルはPromusicae Digital Songsのチャートでゴールドとなり、スペインのCadena 100で首位に立った。アルバムからの2枚目のシングルはスパーニャ（Spagna）の「Call Me」のカヴァー曲であった。『Ochenta's』は、2007年のスペインで最も成功したアルバムの一つとなり、アルバム・チャートで何週にもわたりトップ10入りを続け、プラチナムとなった。

### 2007年:『Dolce Vita』
ソラーヤは、80年代のヒット曲をより多く盛り込んだ新しいアルバムを発売した。リード・シングルは「La Dolce Vita」。アルバムにはカイリー・ミノーグの「I Should Be So Lucky」、シンディ・ローパーの「Girls Just Want to Have Fun」、ユーリズミックスの「Sweet Dreams」、ファンシーの「Bolero (Hold Me in Your Arms Again)」や、リード・シングルとなったイタリアの歌手リアン・パリス（Ryan Paris）の曲のカヴァー「Dolce Vita」など80年代のヒット曲が収録された。アルバムはスペインのアルバム・チャートでトップ5入りし、ゴールドとなった。
アルバムはiTunes UKや7digital（7digital）を通じてイギリスでも発売された。現在、日本のiTunes Storeでも発売されている 。

### 2008年:『Sin Miedo』
『Sin Miedo』はソラーヤの4番目のアルバムである。80年代の楽曲のカヴァーを脱し、このアルバムでは12曲のオリジナルの曲を収録しており、10曲はスペイン語、2曲は英語の歌詞である。アルバムはDJサミー（DJ Sammy）によってプロデュースされ、ケイト・ライアン（Kate Ryan）との共演曲「Caminaré」などが収録された。アルバムからの最初のシングルは「Sin miedo」であった。
アルバムはスペインのアルバム・チャートでは低位置の21位からスタートし、ソラーヤのアルバムとしては過去最低の順位となった。しかしアルバムは17週にわたってチャート入りし続けた。

### 2009年:ユーロビジョン
2008年の末、ソラーヤ・アルネラスは最新の楽曲「La Noche Es Para Mí」を、ユーロビジョン・ソング・コンテスト2009のスペイン代表を選ぶ国内選考にエントリした。ソラーヤは2009年2月28日にスペイン代表となることが決定した。ソラーヤはまた、2009年のアンドラのユーロビジョン・ソング・コンテストの国内選考にエントリしていたジャック・ルシアン（Jack Lucien）との共演を録音した。2人の初のデュエットは「Anaesthetic」と題されたが、2008年に発売された2人のいずれのアルバムにも収録されなかった。2009年、2人はジャック・ルシアンの2枚目のアルバムのためにデュエット曲を録音した。

## ディスコグラフィー

### アルバム
| 年     | タイトル | チャート順位 | 販売数と認定                                                           |
| 年     | タイトル | スペイン     | 販売数と認定                                                           |
| ------ | --- | ------------ | ---------------------------------------------------------------------- |
| 2005年 | Corazón De Fuego - 1stアルバム - 発売日: 2005年12月5日 - レーベルVale Music / Santander Records               | 13           | - スペインでの売り上げ: 80,000+ - Promusicae Certification: プラチナム |
| 2006年 | Ochenta's - 2ndアルバム - 発売日: 2006年11月21日 - レーベル: Vale Music / Universal                           | 5            | - スペインでの売り上げ: 80,000+ - Promusicae Certification: プラチナム |
| 2007年 | Dolce Vita - 3rdアルバム - 発売日: 2007年9月11日 - レーベル: Vale Music / Universal                           | 5            | - スペインでの売り上げ: 40,000+ - Promusicae Certification: ゴールド   |
| 2008年 | Sin Miedo - 4thアルバム - 発売日: 2008年10月14日 - 再発売日: 2009年 5月5日 - レーベル: Vale Music / Universal | 21           | - スペインでの売り上げ: 10,000+ - Promusicae Certification: -          |

### シングル
| 年     | タイトル                         | チャート順位 | チャート順位 | チャート順位 | アルバム         | 認定               |
| 年     | タイトル                         | スペイン     | スペイン DL  | スウェーデン | アルバム         | 認定               |
| ------ | -------------------------------- | ------------ | ------------ | ------------ | ---------------- | ------------------ |
| 2005年 | "Mi mundo sin tí"                | —            | —            | —            | Corazón De Fuego |                    |
| 2006年 | "Corazón de fuego"               | —            | —            | —            | Corazón De Fuego |                    |
| 2006年 | "Self Control"                   | —            | 10           | —            | Ochenta's        | スペイン: ゴールド |
| 2007年 | "Call Me"                        | —            | 14           | —            | Ochenta's        |                    |
| 2007年 | "La Dolce Vita"                  | —            | —            | —            | Dolce Vita       |                    |
| 2008年 | "Words"                          | —            | —            | —            | Dolce Vita       |                    |
| 2008年 | "Sin Miedo"                      | 32           | —            | —            | Sin Miedo        |                    |
| 2009年 | "La noche es para mí" (ESC 2009) | 16           | —            | 35           | Sin Miedo        |                    |

- 2009年1月にSpanish Top 50ができるまで、スペインのシングル・チャートは実際のシングル・メディアの販売数に基づいて計算されていたが、ソラーヤはシングル・メディアは発売していなかった。2007年から2009年までは、ダウンロード販売されたシングルにはDigital Downloads Top 20があり、デジタル・リリースされたソラーヤの楽曲はこのチャートでランク入りを果たしている。

### 客演したシングル
| 年     | シングル                                                              | チャート順位 | アルバム |
| 年     | シングル                                                              | スペイン     | アルバム |
| ------ | --------------------------------------------------------------------- | ------------ | -------- |
| 2006年 | "No Debería" （アントニオ・ロメロ Antonio Romeroとの共演）            | -            |          |
| 2006年 | "Fruto Prohibido" （サンタ・フェ Santa Fe との共演）                  | -            |          |
| 2008   | "Tonight We Ride/No Digas Que No" ケイト・ライアン Kate Ryan との共演 | TBR          | Free     |